# Araracuara (Caquetá)
Araracuara es una centro poblado colombiano ubicado en el municipio de Solano, Caquetá. Se ubica justo al frente de la localidad de Puerto Santander (Amazonas), atravesando el río Caquetá.
La principal vía de comunicación con el interior del país es el aeropuerto de Araracuara, que además sirve de base para las fuerzas militares colombianas, así como los ríos Caquetá y Orteguaza. Su cercanía al parque nacional natural Sierra de Chiribiquete convierte la localidad en uno de los principales sitios turísticos del departamento del Caquetá.

## Superficie
Cuenta con una superficie de 0.698 kilómetros cuadrados.

## Demografía
Hasta 2018 la población era de 165 habitantes, con una densidad de población de 236.3 habitantes por kilómetro cuadrado. Desde entonces, la estructura demográfica de Araracuara está conformada por hombres que representan el 50,9% y mujeres el 49,1% de la población total. De estos, el 37% corresponden a menores de edad y adolescentes de 0-14 años, 58,8% a personas entre 15-64 años y el 3% a personas de 65 o más años.